# Kerem Kanter
Kerem Kanter (Bursa, 20 aprile 1995) è un cestista turco.

## Biografia
È il fratello minore di Enes Kanter, a sua volta cestista.

## Palmarès
- Campionato polacco: 1

Śląsk Breslavia: 2021-22